# Angelical Records
Angelical Records es una compañía disquera independiente formada por Mario Pérez y Erick Larios en la ciudad de San Salvador, El Salvador. Inicialmente se caracterizó por producir música cristiana, pero con el tiempo se decidió abrirse al público en general.

## Historia
Mario Pérez y Erick Larios se conocieron en una vigilia evangélica en el año 2001. Mario tocaba guitarra en un ministerio de alabanza y Erick estaba con unos jóvenes de su iglesia. En un descanso, ellos conversaron y salió la idea de hacer música juntos y así nació el grupo llamado Egeiro. La banda intento hacer música sin llevar ésta a ningún estudio en El Salvador. Es por eso que se formó Proskuneo Producciones, con la visión de distribuir música con el presupuesto que se tenía para ese entonces. 

### Separación
Después de 4 años de intento (2001-2004), Egeiro y Proskuneo Producciones tuvieron que llegar a un fin, ya que Mario tuvo la oportunidad de ir a estudiar Ingeniería en Audio en el Instituto SAE Archivado el 15 de septiembre de 2007 en Wayback Machine. en Nashville, TN en los Estados Unidos y Erick se casó. Durante ese tiempo de "pausa" de la banda, Mario también estuvo trabajando con la banda de Bluegrass Jimmy Bowen & Santa Fe cono ingeniero de sonido en vivo y con la compañía disquera de Nashville Marian Records. Erick estuvo trabajando en Telecam en San Salvador como Administrador de Redes.

### Regreso
En enero de 2006 Mario regresa a El Salvador con la visión de hacer una compañía disquera que fuera genuinamente diferente en ese país. Erick y Mario retomaron lo que habían dejado de Egeiro y el 8 de enero de 2006, Proskuneo Producciones se convierte en Angelical Records, y Egeiro es la primera banda oficial de la disquera. Mario se encarga de la ingeniera de audio y mezcla de la misma y Erick es encargado de soporte técnico, imagen y diseños web. La página web de Angelical Récords de inmediato recibió respuesta de la gente. La banda F220 (Nü Metal Cristiano) fue la segunda en firmar con la disquera y luego la banda de México Gravedad Cero (Pop Rock Cristiano). La página web hoy en día tiene aproximadamente entre 120 y 160 visitas diarias.
Actualmente, Angelical Records ha sacado 4 producciones en formato EP y una remezcla de 3 canciones del disco de Gravedad Cero lanzado en 2005, además de su distribución. También se han firmado varias bandas y artistas como Victoria y Angel Rosales. Su primer disco completo fue con la banda F220, el cual se llama "Real" que se lanzó el 22 de marzo de 2009. Su segunda producción completa fue con la banda Victoria y el álbum es "A Un Paso De La Muerte". Las dos producciones cuentan con un "bonus track" exclusivo para su venta en iTunes y en la tienda digital de la disquera.

## Artistas de Angelical Records

### Artistas actuales
- Egeiro

- F220

- Victoria

- Angel Rosales

### Artistas que se estará produciendo
- Arder De Nuevo
- ``Etd Salazar``